# Verwaltungsvollstreckung
Unter dem Begriff der Verwaltungsvollstreckung versteht man die zwangsweise Durchsetzung von Verwaltungsakten durch Vollstreckungsbehörden.
Entsprechende Regelungen für die Bundesverwaltung in Deutschland sind im Verwaltungs-Vollstreckungsgesetz (VwVG) enthalten. An diesem orientieren sich teilweise auch die Landesverwaltungsvollstreckungsgesetze einzelner Bundesländer. Für Steuerschulden enthalten die §§ 249 ff. Abgabenordnung (AO) Vorschriften zur staatlichen Zwangsvollstreckung, die im Bereich der AO als Vollstreckung bezeichnet wird. Sind Abgaben durch die Kommunen zu vollstrecken (z. B. die Grund- oder Gewerbesteuer, aber auch Entsorgungsgebühren, Straßenausbaubeiträge etc.), findet vorrangig jedoch das jeweilige Vollstreckungsrecht des Bundeslandes Anwendung, nur sekundär (durch Verweisung) ggf. die AO.
Vom finanziellen Aufkommen her ist die Vollstreckung von Geldforderungen bei den Finanzämtern, Hauptzollämtern und Gemeinden wichtiger als jede andere Vollstreckungsart.

## Grundlage der Verwaltungsvollstreckung
Basis für die Verwaltungsvollstreckung ist ein vollstreckbarer Verwaltungsakt.
- Für Steuerschulden und Haftungsforderungen ist keine Bestandskraft erforderlich, damit der Bescheid vollstreckt werden kann. Die Vollstreckungsvoraussetzungen sind aus §§ 249 ff. AO ersichtlich.

Vollstreckbarkeit ist gegeben,
- wenn die Rechtsmittelfrist abgelaufen ist,
- über das Rechtsmittel abschließend abschlägig entschieden wurde,
- die aufschiebende Wirkung von Rechtsmitteln von Gesetzes wegen oder durch behördlich angeordnete sofortige Vollziehung entfällt.
- wenn bei Geldforderungen die Forderung gemahnt wurde oder auf eine Mahnung im vorliegenden speziellen Fall verzichtet werden kann (z. B. Aufenthaltsort des Schuldners unbekannt) und eine gesetzlich festgelegte Zahlungsfrist verstrichen ist (im Regelfall sieben Tage).

Nach der Art des zugrunde liegenden Verwaltungsaktes wird unterschieden in
- Verwaltungsakte, die zu einer Geldleistung verpflichten
- sonstige Verwaltungsakte (Handlung, Duldung, Unterlassen)

## Vollstreckung von Geldforderungen
Das Vollstreckungsverfahren von Verwaltungsakten, die zu einer öffentlich-rechtlichen Geldleistung verpflichten, wurde früher auch als Beitreibung (Beitreibungsverfahren) bezeichnet. Es handelt sich beispielsweise um Steuerschulden aus Steuer- oder Haftungsbescheiden, Buß- oder Zwangsgelder oder die Rückforderung zu Unrecht erhaltener Sozialleistungen.

### Vollstreckung von Steuern
Die Rechtsgrundlage für die Vollstreckung von Steuern und Haftungsbescheiden ist in §§ 249 ff. AO enthalten. Das Finanzamt bzw. Hauptzollamt vollstreckt mit eigenem Personal. Das ist der Grundsatz der Selbstexekution. Die wichtigsten Vollstreckungsmaßnahmen zur Vollstreckung in das bewegliche Vermögen bzw. zur Sachaufklärung sind die Forderungspfändung gemäß § 309 AO, die Sachpfändung und die Vermögensauskunft. Nach Ausschöpfung dieser Maßnahmen kann die Vollstreckungsbehörde auch in das unbewegliche Vermögen des Vollstreckungsschuldners vollstrecken. Dies betrifft Grundstücke, Schiffe und Flugzeuge. Hierfür gilt wegen der Verweisung aus § 322 AO das Zivilrecht. Die Vollstreckungsbehörde ist Antragsteller ggü. den zuständigen Zivilrechtsorganen.
Der Rechtsschutz im Vollstreckungsverfahren, sofern er gegen bestimmte Maßnahmen gerichtet ist, richtet sich nach §§ 347 ff. AO. Zu beachten ist, dass Einwendungen gegen den zugrundeliegenden Verwaltungsakt bei der erlassenden Behörde und nicht der Vollstreckungsbehörde anzubringen ist, § 256 AO. Wer den Geldbetrag schuldet, kann sich kaum dauerhaft wirksam gegen seine Vollstreckung schützen. Es bleibt jedoch die Möglichkeit der Beantragung eines Vollstreckungsaufschubs, § 258 AO. Ist eine konkrete Vollstreckungsmaßnahme ggf. fehlerhaft, wird sie aufgehoben und die andere, rechtmäßige Vollstreckungsmaßnahme ermessensfehlerfrei ergriffen.
Wenn der Steuerbescheid für falsch oder zu hoch angesehen wird, so ist im Vollstreckungsverfahren das wegen § 256 AO grundsätzlich unerheblich. Das gilt auch, wenn der Vollstreckungsschuldner meint, es sei nur ein Schätzungsbescheid gemäß § 162 AO. Der Steuerbescheid ist auch als Schätzungsbescheid ein vollstreckbarer Steuerbescheid.
Das Einlegen von Rechtsmitteln ist hier bei dem Festsetzungsbescheid, welcher der Forderung zugrunde liegt, oder im Vollstreckungsverfahren nur gegen eine konkrete Vollstreckungsmaßnahme möglich. Gegen Mahnungen oder Vollstreckungsankündigungen können keine Rechtsmittel eingelegt werden, da es sich dabei um keine Verwaltungsakte handelt. Wegen § 256 AO können die Einwendungen nicht darauf gestützt werden, dass die Forderung nicht bestehe oder als Schätzung zu hoch sei. Dafür ist es erforderlich, einen Einspruch gegen den ursprünglichen Steuer- oder Haftungsbescheid einzulegen.

## Vollstreckung von Handlungen oder Unterlassungen
Bei den übrigen Verwaltungsakten stehen zur Verfügung:
- Ersatzvornahme
- Zwangsgeld; wenn Beitreibung letzteren nicht möglich, erfolgt stattdessen Zwangshaft
- unmittelbarer Zwang

## Dreistufigkeit der Vollstreckungshandlungen
Bei diesen Vollstreckungshandlungen zur Erwirkung von Handlungen oder Unterlassungen ist die Dreistufigkeit von
- Androhung
- Festsetzung
- Vollstreckung

zu beachten. Dies bedeutet, dass die nächste Stufe erst nach Abschluss der vorangegangenen eingeleitet werden darf. Dabei sind sowohl die Androhung als auch die Festsetzung selbständige Verwaltungsakte, gegen die Rechtsbehelfe eingelegt werden können.
Generell ist bei der Vollstreckung in besonderem Maße der Verhältnismäßigkeitsgrundsatz zu beachten.

## Besonderheiten im Steuerrecht
Steueransprüche können auch vollstreckt werden, wenn die Steuer noch nicht bestandskräftig festgesetzt ist. Relevant sind insbesondere Steuerbescheid und Haftungsbescheide. Die Reihenfolge der Vollstreckung ist durch die Vollziehungsanweisung (VollzA) vorgegeben. Danach soll zuerst aufgerechnet werden, dann soll die schnellst mögliche und wirksamste Möglichkeit genutzt werden. Das ist nach heute allgemeiner Ansicht die Forderungspfändung gemäß § 309 AO. Es wird in die Bankkonten oder die Forderungen des Vollstreckungsschuldners gegen den Drittschuldner vollstreckt. Führt das nicht zum Erfolg, wird das sog. Vermögensverzeichnis gemäß § 249 Abs. 2 AO verlangt. Darin muss der Vollstreckungsschuldner seine gesamte wirtschaftliche Lage mit Vermögen und Einkünften offenlegen, damit das Finanzamt in diese Vermögenswerte vollstrecken kann. Parallel dazu besteht die Möglichkeit, die Abgabe der eidesstattlichen Versicherung zu verlangen. Das Finanzamt als Gläubiger ist auch befugt, von Dritten als Auskunftspersonen durch Auskunftsersuchen gemäß § 93 AO die für eine erfolgreiche Vollstreckung nötigen Auskünfte zu verlangen. Das betrifft u. a. alle Stromversorgungsunternehmen, die Rechtsanwaltskammer, den Geschäftspartner etc.
Auch der Einspruch oder die Klage vor dem Finanzgericht hindern die Vollstreckung nicht, wenn nicht ausdrücklich Aussetzung der Vollziehung gewährt wurde (§ 361 AO, § 69 FGO). Die Aussetzung der Vollziehung setzt einen eigenen Antrag voraus und ist nicht mit der Klage oder dem Einspruch identisch. Die Vollstreckung wird durch die Finanzämter selbst durchgeführt. Das ist die sog. Selbstexekution. Sie kann auch durch Verwendung der sog. Parkkralle erfolgen, mit der ein Fahrzeug bis zur Tilgung der Steuerschuld blockiert wird. Die Finanzämter sind auch selbst berechtigt, die eidesstattliche Versicherung (früher Offenbarungseid) anzuordnen und abzunehmen. Das setzt typischerweise voraus, dass der abnehmende Beamte die Befähigung zum Richteramt hat. (§ 284 AO). Allein für die Anordnung des persönlichen Arrestes des Vollstreckungsschuldners (§ 326 AO) und die Zwangshaft (§ 334 AO) benötigen die Finanzämter den Beschluss des zuständigen Amtsgerichts.

## Rechtslage in Österreich
Zur Verwaltungsvollstreckung in Österreich → Verwaltungsvollstreckungsgesetz 1991

## Rechtslage in der Schweiz
Der Verwaltungszwang kennt in der Schweiz je nach Sachverhalt und Schwere ein zwei- bis vierstufiges Verfahren:
- Ersatzvornahme mit oder ohne Strafandrohung von Art. 292 StGB (Ungehorsam gegen behördliche Verfügungen) oder dann eine bloße Beseitigungs-Verfügung einer Störung unter Verweis auf Art. 292 StGB. Es können im Einzelfall auch auf den direkten Tatbestand bezogene Verwaltungsstrafen ausgesprochen werden.
- Schuld-Beitreibungsmassnahmen
- Als letztes Mittel ist physischer Zwang durch einen polizeilichen Eingriff denkbar.